# Drawsko Pomorskie (stacja kolejowa)
Drawsko Pomorskie – stacja kolejowa w Drawsku Pomorskim, w powiecie drawskim, w województwie zachodniopomorskim, w Polsce.

## Ruch pasażerski
| Rok  | Wymiana pasażerska na dobę |
| ---- | -------------------------- |
| 2017 | 200-299                    |
| 2022 | 200-299                    |

W 2011 roku, przy wykorzystaniu funduszy unijnych (446 000 euro z programu Intereg IV A), budynek dworca został poddany kompleksowemu remontowi. Właścicielem budynku jest obecnie gmina 
Drawsko Pomorskie. W budynku znajduje się poczekalnia dla podróżnych (ozdobiona współczesnymi, humorystycznymi malowidłami), punkt informacji turystycznej oraz sala wystawowa. Mają tu również swoją siedzibę lokalne organizacje pozarządowe.

## Linki zewnętrzne

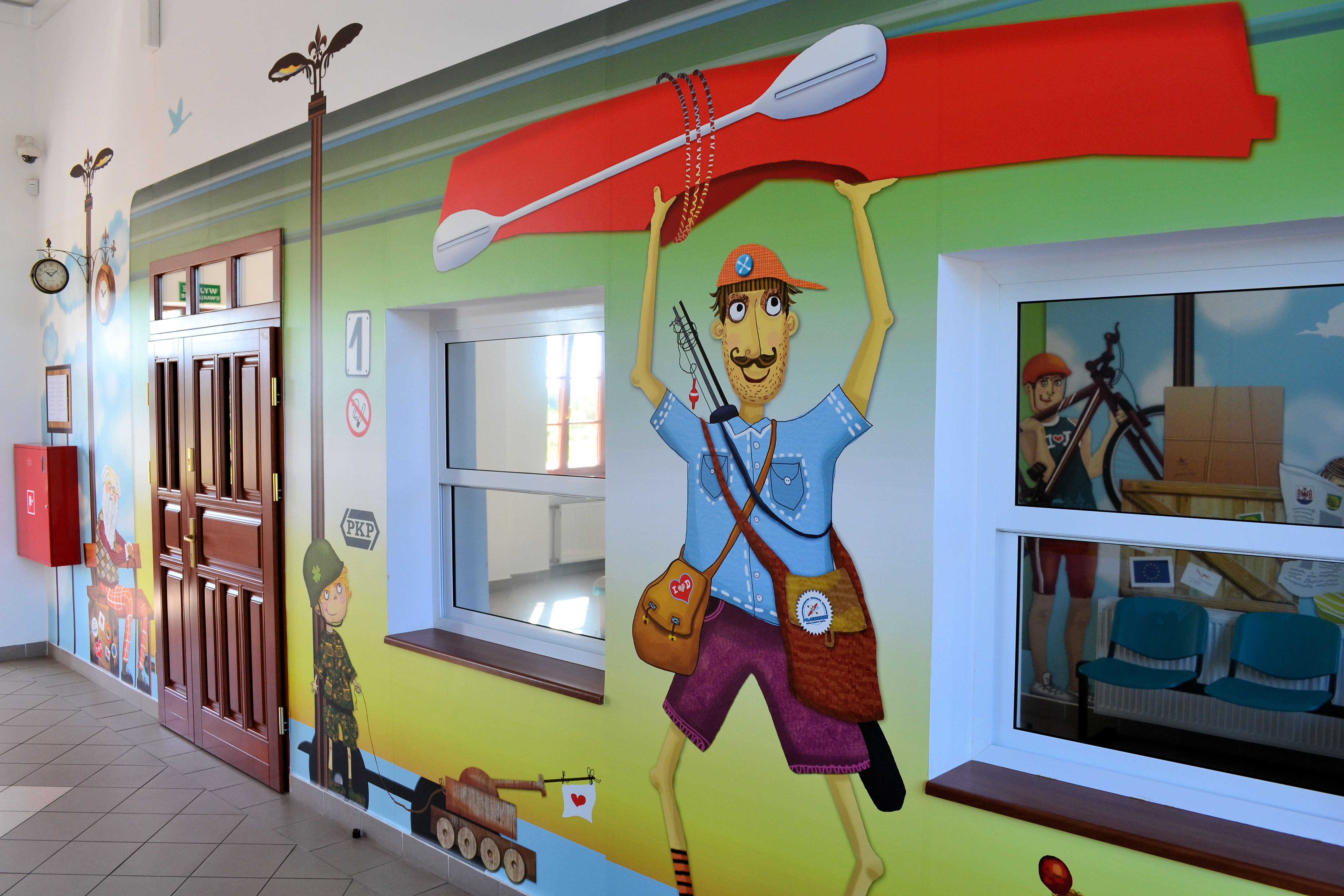
Malowidła w dworcowej poczekalni
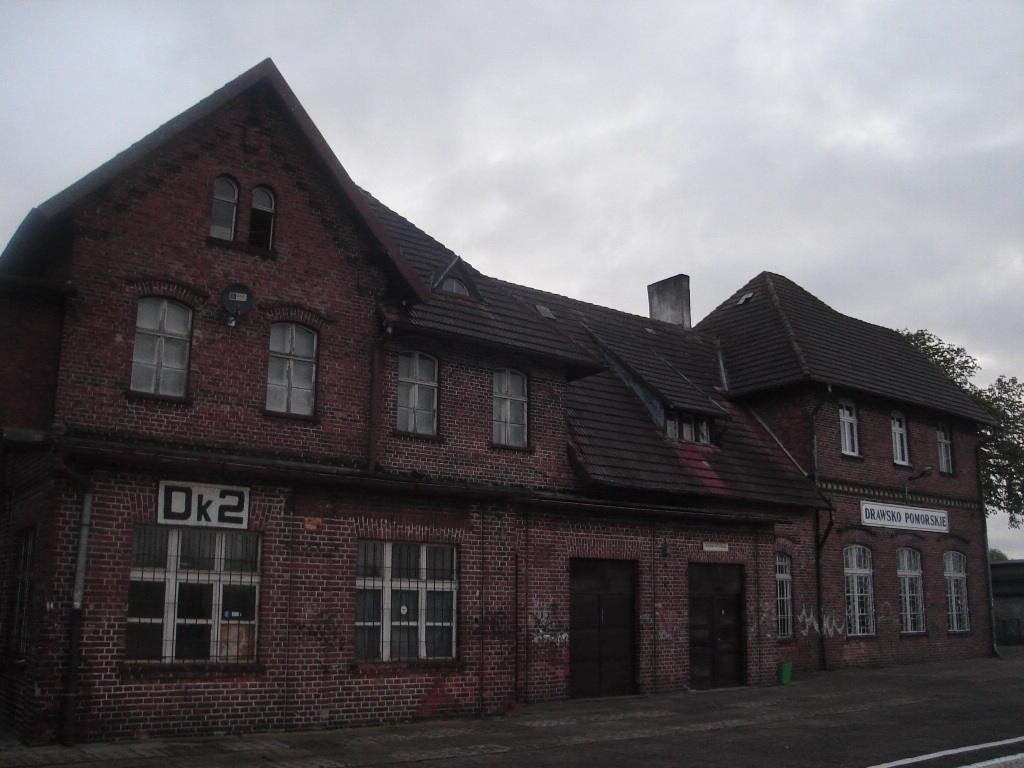
Wygląd budynku dworca przed remontem

## Połączenia
- Runowo Pomorskie
- Stargard
- Szczecin
- Szczecinek